# Капала

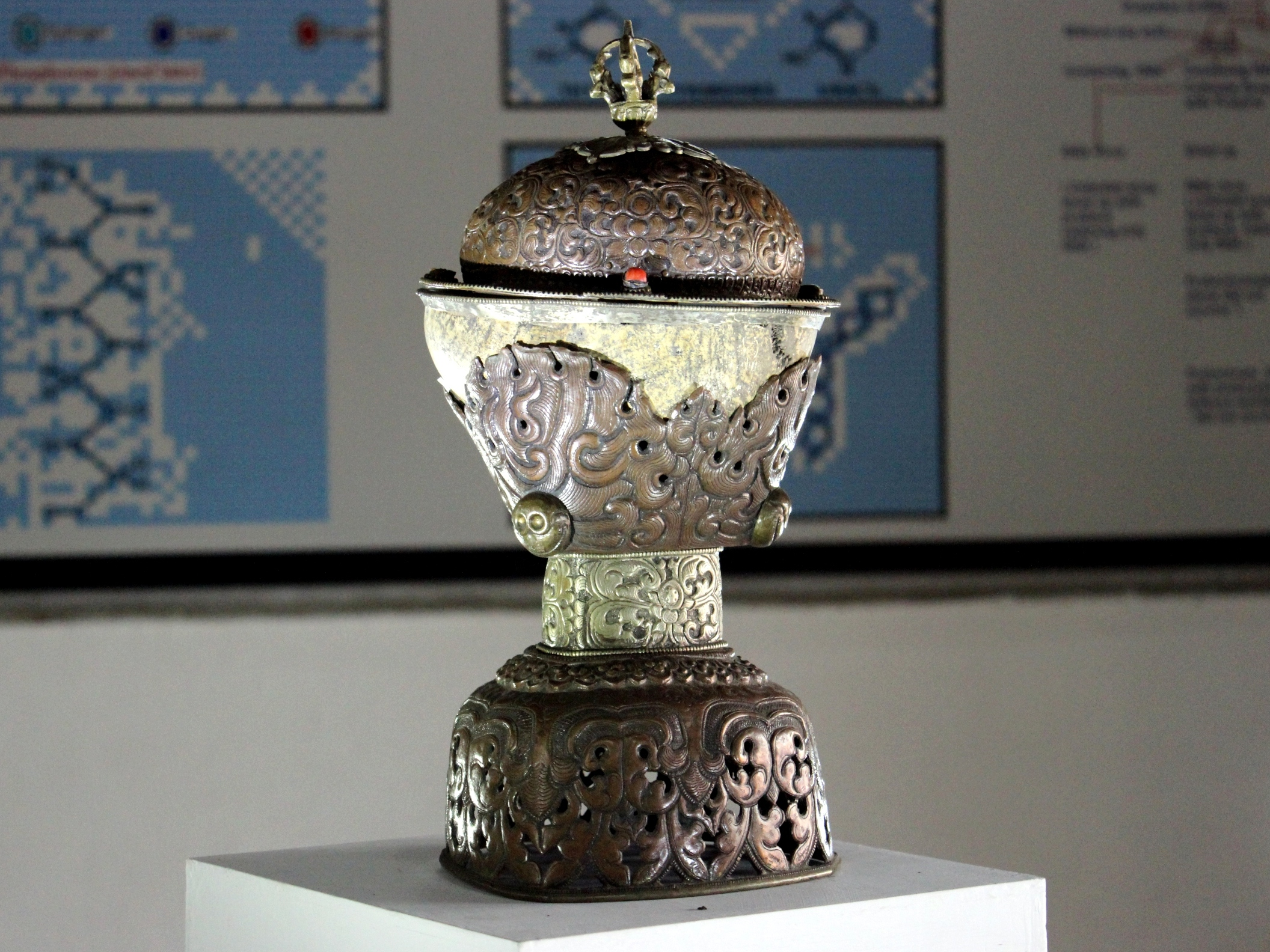
Капала

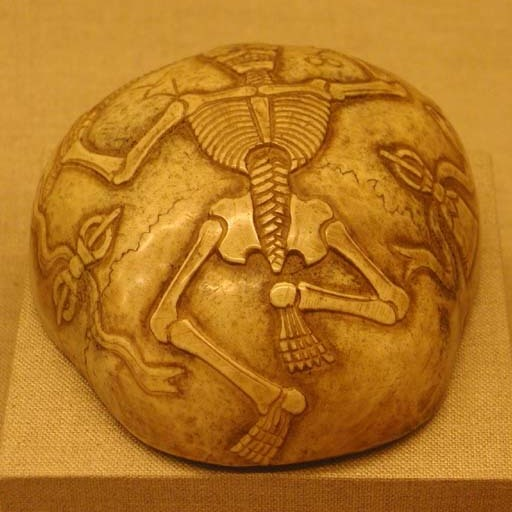
Капала з рельєфним різьбленням

Капала (санскр. कपाल kapāla IAST, тиб. ཀ་ པ་ ལ, вайлі: kapala — «череп, чаша») — посудина, виготовлена з верхньої частини людського черепа, що використовується для ритуалів у індуїстській та буддистській тантрах. У Тибеті капала часто прикрашалась рельєфним різьбленням, золотом (або іншими дорогоцінними металами) і дорогоцінним камінням.
Символізує не прив'язаність.